# France Poker Series Saison 2
Résultats et tournois de la saison 2 du France Poker Series (FPS).

## Résultats et tournois

### FPS 2 Sunfest Mazagan
- Lieu : Mazagan Beach Resort, El Jadida,  Maroc[1]
- Prix d'entrée : 13 200 MAD[1]
- Date : Du 1er au 3 décembre 2011[1]
- Nombre de joueurs :  305
- Prize Pool : 3 579 785 MAD
- Nombre de places payées :  48

| Place | Nom               | Prix        |
| ----- | ----------------- | ----------- |
| 1er   | Anas Tadini       | 900 000 MAD |
| 2e    | Daniel Högström   | 580 000 MAD |
| 3e    | Richard Amsellem  | 360 000 MAD |
| 4e    | Jérémie Sarda     | 270 000 MAD |
| 5e    | Otto Richard      | 190 785 MAD |
| 6e    | Alain Dery        | 150 000 MAD |
| 7e    | Jonathan Godou    | 110 000 MAD |
| 8e    | Sebastian Winkler | 75 000 MAD  |
| 9e    | Pierre Drochon    | 55 000 MAD  |

### FPS 2 Deauville
- Lieu : Casino Barrière de Deauville, Deauville,  France[2]
- Prix d'entrée : 1 100 €[2]
- Date : 4 février 2012[2]
- Nombre de joueurs :  329
- Prize Pool : 315 840 €
- Nombre de places payées :  36

| Place | Nom                   | Prix     |
| ----- | --------------------- | -------- |
| 1er   | Ludovic Sultan        | 82 000 € |
| 2e    | Joep van den Bijgaart | 43 500 € |
| 3e    | Yury Gulyy            | 28 000 € |
| 4e    | Raymond Santucci      | 21 500 € |
| 5e    | Aleksey Veselov       | 17 000 € |
| 6e    | Artem Metalidi        | 14 000 € |
| 7e    | Andrey Veselov        | 10 700 € |
| 8e    | Omar Karib            | 7 500 €  |
| 9e    | Sébastien Decamps     | 5 700 €  |

### FPS 2 Snowfest Évian
- Lieu : Casino d'Évian, Évian-les-Bains[3]
- Prix d'entrée : 1 100 €[3]
- Date : Du 22 au 25 mars 2012[3]
- Nombre de joueurs :  296
- Prize Pool : 284 160 €
- Nombre de places payées :  48

| Place | Nom                 | Prix     |
| ----- | ------------------- | -------- |
| 1er   | Veronika Pavlikova  | 70 000 € |
| 2e    | Ludovic Marguerat   | 43 500 € |
| 3e    | Serge Didisheim     | 27 500 € |
| 4e    | Guillaume Darcourt  | 21 160 € |
| 5e    | Grégory Raffalli    | 16 000 € |
| 6e    | Damien Denis        | 12 000 € |
| 7e    | Gilles Mellet       | 8 500 €  |
| 8e    | Morgan Franz        | 6 000 €  |
| 9e    | Matthias De Meulder | 4 200 €  |

### FPS 2 Amnéville
- Lieu : Casino d'Amnéville, Amnéville,  France[4]
- Prix d'entrée : 1 100 €[4]
- Date : Du 10 au 13 mai 2012[4]
- Nombre de joueurs :  317
- Prize Pool : 304 320 €
- Nombre de places payées :  36

| Place | Nom                            | Prix     |
| ----- | ------------------------------ | -------- |
| 1er   | Ben Dobson                     | 70 000 € |
| 2e    | Guillaume Roiron               | 44 320 € |
| 3e    | Johannes Meyer Zu Wendischhoff | 30 000 € |
| 4e    | Michel Dubert                  | 24 000 € |
| 5e    | Marc Huyghebaert               | 19 200 € |
| 6e    | Jean-Michel Texier             | 15 300 € |
| 7e    | Enrico Rudelitz                | 11 800 € |
| 8e    | Jonathan Klifa                 | 8 800 €  |
| 9e    | Jean-Yves Malherbe             | 6 000 €  |

### FPS 2 Gujan-Mestras
- Lieu : Casino du Lac de la Magdeleine, Gujan-Mestras,  France[5]
- Prix d'entrée : 1 100 €[5]
- Date : Du 27 juin au 1er juillet 2012[5]
- Nombre de joueurs :  172
- Prize Pool : 165 120 €
- Nombre de places payées :  18

| Place | Nom                | Prix     |
| ----- | ------------------ | -------- |
| 1er   | Florian Desgouttes | 43 000 € |
| 2e    | Guillaume Wilhem   | 27 000 € |
| 3e    | Julien Gauthier    | 17 500 € |
| 4e    | Igor Merlière      | 13 300 € |
| 5e    | Kim La Roche       | 11 300 € |
| 6e    | Mikaël Azoulay     | 9 400 €  |
| 7e    | Lars Hoops         | 7 600 €  |
| 8e    | Olivier Giraudon   | 6 000 €  |
| 9e    | Laurent Higonel    | 4 550 €  |

### FPS 2 Sunfest Mazagan 2
- Lieu : Mazagan Beach Resort, El Jadida,  Maroc[6]
- Prix d'entrée : 12 000 MAD[6]
- Date : Du 12 au 14 octobre 2012[6]
- Nombre de joueurs :  208
- Prize Pool : 2 219 350 MAD
- Nombre de places payées :  24

| Place | Nom                | Prix        |
| ----- | ------------------ | ----------- |
| 1er   | Karim El Rharbaoui | 505 000 MAD |
| 2e    | Richard Ekert      | 390 000 MAD |
| 3e    | Patrick Renkers    | 210 000 MAD |
| 4e    | Stéphane Saïd      | 172 000 MAD |
| 5e    | Renaud Lejal       | 145 000 MAD |
| 6e    | Fedayi Karaca      | 120 000 MAD |
| 7e    | Cathy Serrat       | 97 000 MAD  |
| 8e    | Antoine Pacaud     | 75 000 MAD  |
| 9e    | Abdelmajid Safi    | 55 360 MAD  |

### FPS 2 Paris
- Lieu : Cercle Cadet, Paris,  France[7]
- Prix d'entrée : 1 100 €[7]
- Date : Du 13 au 19 novembre 2012[7]
- Nombre de joueurs :  715
- Prize Pool : 709 738 €
- Nombre de places payées :  81

| Place | Nom             | Prix      |
| ----- | --------------- | --------- |
| 1er   | Mateusz Rypulak | 150 000 € |
| 2e    | Sofiane Tigrine | 100 000 € |
| 3e    | Moritz Naber    | 63 238 €  |
| 4e    | Pascal Oren     | 45 000 €  |
| 5e    | Alexan Julien   | 35 000 €  |
| 6e    | Matthieu Hervé  | 26 000 €  |
| 7e    | Flavien Guenan  | 21 000 €  |
| 8e    | Randar Sikk     | 16 000 €  |
| 9e    | Charles Berreby | 12 000 €  |

### FPS 2 Deauville Final
- Lieu : Carrière Barrière de Deauville, Deauville,  France[8]
- Prix d'entrée : 1 100 €[8]
- Date : Du 30 janvier au 3 février 2013[8]
- Nombre de joueurs :  828
- Prize Pool : 794 880 €
- Nombre de places payées :  108

| Place | Nom                | Prix      |
| ----- | ------------------ | --------- |
| 1er   | Patrick Braga      | 165 000 € |
| 2e    | Andrew King        | 100 000 € |
| 3e    | Ronan Monfort      | 60 000 €  |
| 4e    | Julien Rustom      | 48 000 €  |
| 5e    | Konstantinos Nanos | 39 500 €  |
| 6e    | Bruno Santos       | 31 500 €  |
| 7e    | Richie Allen       | 23 500 €  |
| 8e    | Olivier Averso     | 16 000 €  |
| 9e    | Pierre Deville     | 11 430 €  |